# L2 кеш меморија
Л2 кеш меморија представља брзо меморијско складиште које чува неке податке РАМ-а које би централна јединица требала да затражи ускоро. Л2 кеш меморија је отприлике дупло бржа од РАМ-а и има капацитет од 512 килобајта или више. 
Модернији рачунари сада имају чак 2 мегабајта (2048KB) Л2 кеша. 
Л2 кеш доприноси мањој употреби РАМ-а, а он се увек налази поред процесора и веома је мали.   